# Steve Bloomer
Stephen "Steve" Bloomer född 20 januari 1874 död 16 april 1938, var en engelsk fotbollsspelare (anfallare), som spelade mellan 1892 och 1914.
Steve Bloomer var en av de bästa engelska fotbollsspelarna från tiden före första världskriget och förmodligen den mest välkände. Han blev redan under skolåren känd som en notorisk målskytt. Lär ha gjort 14 mål i en skolmatch och blev snart upptäckt av Derby County. I sin debut mot Darley Dale gjorde han fyra mål. Under de fjorton säsonger han spelade för Derby gjorde han 292 mål på 473 matcher - ett , förmodligen, oslagbart rekord i Derby Countys historia. Spelade mellan 1907 och 1910 för Middlesbrough. Spelade totalt 598 ligamatcher och gjorde 353 mål, vilket gör Bloomer till den fjärde i ordningen av engelsk fotbolls främsta målskyttar alla kategorier.
Bloomer var den förste store engelske landslagsstjärnan. Under sin spelarkarriär gjorde han 23 landskamper för England och gjorde 28 mål på dessa, vilket gör honom till en av de tio bästa målskyttarna i landslagsdressen.
Efter avslutad karriär blev Bloomer tränare för Derbys reservlag och därefter i Tyskland. Under kriget hölls han internerad av tyskarna. Bloomer avled efter en fartygssemester 1938 och ligger begravd på Nottingham (sic!) Road Cemetary i Derby.

## Kultfakta
- Steve Bloomer var inte bara en skicklig fotbollsspelare utan även en baseballspelare av rang. Dessutom var han en lysande Cricketspelare på amatör-nivå.
- Bloomers porträtt var avbildat på väggen i ett av dagrummen på lyxfartyget Queen Mary vid fartygets jungfruresa, mer än 22 år efter att han slutat som aktiv.
- Derby Countys klubbhymn är "Steve Bloomer's watching" som spelas inför varje hemmamatch när klubbens a-lag spelar.
- Bloomer var en superkändis för sin tid och lånade ut sitt namn till bl.a. försäljning av såväl fotbollsskor som groggvirke.
- På frågan hur han kunde vara så duktig målskytt, svarade han: "Jag försöker helt enkelt bara vara först till bollen".

## Klubbar i karriären
- Derby County 1892-1907 samt 1910-1914, spelare
- Middlesbrough 1907-1910, spelare